# 世界まるごとHOWマッチ
『世界まるごとHOWマッチ』（せかいまるごとハウマッチ）は、1983年4月7日から1990年4月5日まで、毎日放送（MBS）とイーストの共同製作により、TBS系列ほかで放送されていたクイズバラエティ番組である。
大橋巨泉が司会で、オープニングでは『大橋巨泉の世界まるごとHOWマッチ』とタイトルコールされた。
放送時間は開始当初毎週木曜22:00 - 22:54 (JST)だったが、1984年10月4日より、20:00 - 20:54 (JST)のゴールデンタイムに移動した。

## 概要
世界におけるさまざまな珍品、名品、豪華な品物、権利などの値段を、現地取材によるレポートとスタジオの司会者、解答者とのトークを交え、解答者が予想するクイズ番組。解答者が解答フリップを出すときには「せーの、HOWマッチ!」という、司会者の掛け声があった。
同じく世界の話題を扱ったフジテレビ『なるほど!ザ・ワールド』は、リポーターが世界への取材を行ったのに対し、本番組はリポーターを置かず現地の人が登場、ナレーションや吹き替えで代用した。またスタジオでのトーク、司会の巨泉と解答者のビートたけし、石坂浩二の毒舌合戦が目玉の一つだった。
番組開始当初はプライムタイムの22:00からのスタートだったが、改編にともないゴールデンタイムの20:00に放送時間が移動した。番組開始時刻が20時になってからは、特別番組（同じ曜日の『ザ・ベストテン』拡大版など）の都合で臨時に2時間繰り下げとなる、従前の放送枠である22:00 - 22:54枠での放送となる。
番組最高視聴率は1984年5月31日に放送した回の33.8%（ビデオリサーチ調べ、関東地区、世帯・リアルタイム）。視聴率は安定していたものの1990年4月5日、巨泉の「セミリタイア」により終了した。なお、最終回は、『さよならスペシャル』として、19時から2時間の拡大版で放送した。

## 出演者

### 司会
- 大橋巨泉[7][8]
  - 当時TBS系列が放送する2つのクイズ番組の司会を担当していたのは、巨泉（ほかに『クイズダービー』）と関口宏（『クイズ100人に聞きました』と『わくわく動物ランド』）のみであった。
  - 巨泉は基本的にはタキシードに蝶ネクタイのいでたち[注 2]であった。
  - 番組終了から数年後、巨泉は自分が出版した本やテレビ番組などで「50歳にセミリタイア宣言することを考えていた」と述べている。番組開始当時は49歳で、巨泉はスタッフに対し「やってもいいが1年しかやらないよ」と言っている。また企画段階では漢字・ひらがな・英語・カタカナが入り乱れ、「!!」までついた番組タイトル（本放送時には「!!」はなくなっている）、さらに「1枠・大学教授、2枠・若手女優…」といった『クイズダービー』に酷似した解答者案に難色を示して断ろうとしたが、当番組を自社の看板番組と位置づけて取り組んでいたイーストも不退転の覚悟で迫ったため、巨泉は「石坂浩二とビートたけしの二人を1枠2枠でキャスティングしてくれたらやってもいい」「世界の主要都市にイーストの事務所をつくれ」など無理難題を出して、イーストが“社運を賭けて”取り組む意志があるのかどうか試したという。結果的には毎日放送とイーストだけでは収拾がつかず、キー局のTBSや電通も説得に駆り出されるほどだったが、巨泉は石坂とたけしのキャスティングが実現できれば他の条件は度外視するつもりだったと明かしている。さらに、直前になって準備稿の内容が気に入らなかった巨泉が、突然「やらない」と言い出してしまい、東修社長を筆頭にイーストのスタッフが宿泊なしで巨泉が住むハワイを訪れたことがあり、その際ホノルル空港の入国審査で「宿泊もなくたった一日だけ何しに来たのか（麻薬の運び屋か何かか）」と疑われ、全員別室に連れ込まれたため、「マウイ島に住んでいる、有名なテレビスターの家に行く」と申告したところ、係員が勘違いして「アメリカにもシナトラなどワガママなスターはいるが、日本にもそんなのがいるのか」と許されて通してくれたということもあった。
  - ゴールデンタイム昇格の際、巨泉は「8時になると番組に制約ができる。どうしてもと言うのなら、ボク以外の司会者でやってくれ」と断固反対した。しかし、巨泉と心を許せる関係であった、キー局であるTBS制作局長の居作昌果（クイズダービーのプロデューサー）による説得の末、番組の内容に制約をつけないことと、「大橋巨泉ゴルフトーナメント」のスポンサーに毎日放送がつくことを条件にして、放送枠移動を受け入れたと後に語っている。
  - TBSで春と秋に放送されていた『クイズまるごと大集合』（TBS制作）では、関口宏（本放送時にはゲスト解答者として1度登場している）と、レギュラーのたけしも司会を務めたことがある。

### アシスタント
- 西村知江子（フリーアナウンサー）[7]
- 小池可奈：西村が産休の時のピンチヒッター
- 餌取陽子：西村のピンチヒッター

### 解答者
※番組開始当初は解答者は6人だったが後に5人に変更、解答枠は画面右側（上手）から1枠とする
- 石坂浩二[7]（1枠）：番組冒頭で紹介されると立ち上がって一礼していた。出題VTRの補足をすることもよくある。巨泉が石坂を呼ぶあだ名「兵ちゃん（へいちゃん）」はこの番組から知られることとなった。
- ビートたけし[7]（2枠）
- たけし不在時の2枠代理
  - 笑福亭鶴瓶
  - 小沢昭一
  - 山城新伍
  - 小野ヤスシ
  - そのまんま東
- 女性ゲスト（3枠）
- 外国人準レギュラー解答者（4枠）：チャック・ウィルソン、ケント・ギルバートを主としたローテーション出演
  - チャック・ウィルソン（クラーク・ハッチ健康管理センター）
  - ケント・ギルバート（カリフォルニア州弁護士）
  - ダニエル・カール
  - マーティ・キーナート
  - ジョン・ギャスライト
  - ユベール・ジョアニアン
  - デビッド・ジョーンズ
  - クロード・チアリ
  - ケント・デリカット
  - ジェフ・バーグランド
  - イーデス・ハンソン
- 男性ゲスト（5枠）たまに女性ゲストになる場合もあった。
  - 最多ゲスト出演は稲川淳二。
  - 学者・文化人も主にこの席に座った。

当初は沢田亜矢子もレギュラーで参加していた。沢田降板で1枠減らした。
たけしがフライデー襲撃事件により番組出演を休止していた時期、たけしが番組復帰するまでの2枠は、タレントや文化人などのゲスト枠となっていた（一番出演したのは鶴瓶）。ただし、この番組は大量に録り溜めしており、フライデー事件の後も何か月もの間「この番組は○月○日に収録されたものです」というテロップつきでたけしが出演していた。
ケント・ギルバードやチャック・ウィルソンは、日本人解答者より安い金額で解答する傾向にあったため、巨泉はケント・ギルバートを「ネギルバート」（「値切る」と掛けている。名付け親は一視聴者）、チャック・ウィルソンを「ケチャック」（「ケチ」と掛けている）、「けち・やくお」（一視聴者からのネーミングに由来）と呼んでいた。

### ナレーター
開始当初は小倉智昭を含めて数名でナレーションを行っていたが、「小倉のナレーションが一番面白い」という制作側の意向で、小倉が一人で担当することになった。番組冒頭のタイトルコールも小倉が行っている他、後番組の『世界まるごと2001年』のナレーションも引き続き担当した。
この番組が小倉の出世作であり、「七色の声を持つナレーター」として有名になった。特に、当時石坂浩二がナレーションを務めたNHKのドキュメンタリー番組『シルクロード』や、久米明がナレーションを務め、日本テレビ系で放送された『すばらしい世界旅行』などのパロディナレーションは定番であった。
また、番組の性質上、ナレーターとは別に現地の出題者の吹き替え用に多くの声優が起用されたが、その中でも特に人気を博したのが及川ヒロオ。あまりにも独特な吹き替えを連発したため、特番で及川の吹き替えばかりを集めた特集が組まれたこともある。

## 番組の構成
- オープニングテーマ
  - 小倉智昭による「大橋巨泉の、世界まるごとHOWマッチ」のタイトルコール。『クイズまるごと大集合』の際にも同様に「関口宏の…」「ビートたけしの…」と小倉によるタイトルコールがあった。
- 巨泉のオープニングトーク、解答者紹介
  - 巨泉が中央のオブジェ奥から登場し、挨拶をした後にジョークを交えたトークが入る。その後、巨泉とのトークを交えながら解答者を順に紹介。
- 1問目出題
  - アシスタントが出題先を紹介して問題VTRへ（セットにある世界地図の出題先の箇所のランプが点灯）。
  - 問題VTR（小倉のナレーション、声優による吹き替え。最後に「さて…、HOWマッチ?」の字幕が出る）
  - おおよその為替レートの提示、続いてアシスタントは紙幣の現物をカメラに映す。
  - 巨泉が問題を整理して改めて出題、シンキングタイム（特に音楽などはない）。
  - 巨泉とアシスタントの「せーの、HOWマッチ」の掛け声に合わせてフリップを出す。巨泉が解答者の解答を読み上げ、アシスタントは日本円換算値を付け加える。
  - 正解VTR（吹き替えはなく、字幕通訳）
  - 巨泉が解答者に対してニアピンかロストボール等の判断を行う。
- 提供クレジット・コマーシャル
- 2問目出題
- コマーシャル
- 今週のプレゼントクイズ
  - 2問目ないし3問目終了後サイレンが鳴りそれを巨泉が止める。その後コマーシャルを経て本題に入る。
  - 出題は通常問題と同じくVTRで行う。通常とは異なる点は、VTRの最後に番組テーマ曲の1フレーズを流すほか、巨泉が解答者へ口頭で正解を予想させて視聴者へのヒントとする。
  - プレゼントされる賞品を紹介する。
- コマーシャル
- 3問目出題
- コマーシャル
- 最終問題
- エンディング
  - エンディングトーク、本日の成績、エンドロール
- プレゼントクイズ
  - 先々週のプレゼントクイズの正解および当選者を発表。
  - 今週のプレゼントクイズのおさらい、応募方法の紹介。
- コマーシャル
- 次回予告・提供クレジット・エンドカード
  - TBS系列では1986年10月からジングル音と共にエンドカード画面が回転し、次の番組を告知するクロスプログラムが全曜日に導入されたが、本番組では次の番組が生放送の「ザ・ベストテン」だった関係上エンドカードに変更はなく、ドラマ枠に移った末期まで維持された。

## テーマ音楽
オープニングテーマやBGM関係（出題VTR以外）を手がけたのは前田憲男。テーマ音楽のメロディーはNHK『クイズ面白ゼミナール』、TBS『ギミア・ぶれいく』、テレビ朝日『ザ・テレビ演芸』（いずれも前田が作曲）によく似ている。巨泉との交友関係が深く、一度ゲスト解答者として出演もしている。オープニングテーマはCD「ブロードキャスト・トラックス 毎日放送編」に収録されている（小倉のタイトルコールつき）。
このオープニングテーマのファンファーレは、ホールインワン賞獲得時（ただし最初期の音楽は、ニアピン賞の音楽を、リズミカルにしたものだった）、ニアピン賞10本獲得時、ロストボールが10本溜まった場合（最後の一節のみ）にも流れていた。

## 出題形式・ルール・賞品
各回問題は4問、近似値クイズで構成されている。
全員の解答が出揃った所で、巨泉が「それでは○○さん、おいくらでしょうか?」と振って正解VTRを再生。VTRで現地の出題者が正解金額のフリップ（表面は番組ロゴ→裏返すと巨泉の似顔絵と共に金額が書かれている）を出す。その後あらためて、キャッシュレジスターの金額表示に倣ったロール字幕で正解金額を改めて表示する。

### 換算レート
出題時には参考として、現地通貨と日本円のおおよその換算レートが紹介されていたが、経済・政治などの情勢の変化に応じた通貨単位やレートが、番組放送期間中に変化した。とりわけ放送当時の1980年代、中南米諸国の経済危機によるハイパーインフレへの対応から頻繁に通貨が切り上げられ（ボリビアの通貨の換算レートが10,000ボリビアペソ=0.1円ということがあった）、時にはいくつかの現地通貨の呼び名が頻繁に変わった（ブラジルのクルゼイロ→クルザードなど）。先進国においても、1985年のプラザ合意による急速な円高ドル安が進行したことなども、そうした視聴者の印象を高めたと考えられる。ちなみに、番組開始の時点での米ドルは1ドル約240円だった。なお、日本円との交換レートが不明な場合、インターバンクを参考とした事例もある（最終回スペシャルにおけるアルバニア・レク）。
解答を日本円ではなく現地通貨で当てる方式であった。
特別番組として放送された『クイズまるごと大集合』では、まれに日本国内の問題が出題されたが、律儀にも換算レートが「1円=1円」と表示されていた。

### 得点
近似値クイズのため、解答の金額がズバリ正解出来なくても得点が加算される。得点はゴルフに見立てた「賞」とトロフィーが与えられ、得点は「1本」「2本」と数える。
- ニアピン賞
巨泉が「正解に近い」と判断した場合に与えられ、字幕スーパーは「ニアピン賞」と表示され、観客からの拍手がある。解答者席にはホールインワン賞のトロフィーより一回り小さい「ゴールデントロフィー」が並べられる。
- 仮（かり）
ニアピン賞ほどではないが、巨泉がそこそこ正解に近いと判断した答えには「仮」が与えられ、同じ回の最終問題までに再び「仮」を出すと「併せ技で1本」としてニアピン賞が与えられる。
- ロストボール
解答が正解の金額よりも2桁以上離れていた場合の減点は、「ロストボール」としてニアピン賞1本が没収される（テレビ画面には「ロストボール（名前）」の字幕スーパーが出る）。スタジオセットにはロストボールを飾る棚があり、そこにはその解答者の名前を「○○様」とリボンをつけて記す。
- デビル
番組開始当初、ニアピン賞0本のときにロストボールの対象になっても、没収するトロフィーがないため0本のままだった。ところが、たけしが取られるトロフィーがないのをいいことに適当な答えを乱発したことから、番組中期の1987年頃からレギュラー解答者にはマイナスポイントが適用されるようになり、後にはゲストにも適用されるようになった。月にデビルが乗った「デビル人形」が置かれるようになり「デビル（名前）」の字幕スーパーが表示される。この「デビル人形」がある状態でニアピン賞を出した場合は、トロフィーが与えられず「デビル人形」が1つ減る。減ったデビルはロストボールの棚に飾られる。本来ロストボールとして供出すべきニアピンを借りていたと考えられるためで、初めてこの場面になったとき、石坂が強く主張した。また「デビル人形」が10個になった場合は「黄金のデビル人形」に置き換えられるルールだったが、達成者が最終回までに現れず、人形が作られることもなかった。第1号のデビル獲得者は、デビル制度導入のきっかけとなったたけし。後に石坂、チャック、ギルバートもこの制度が適用された。ゲスト解答者については、たけし謹慎中の1987年7月9日放送分で、代理出演の小野ヤスシがニアピン賞0本から2問連続で2桁以上差の不正解を出した際、巨泉は「ゲストでも2問連続ならデビルを出したい」と発言したものの、小野がその回で4回目の出演だったことから、石坂が5回以上出演者にのみ適用するという提案をした。通常回ではゲストへの導入はなかったが、1990年1月4日放送の新春特番では、通常回のルールと異なり1特番だけの本数勝負、巨泉の判断で近い答え1回でニアピン2本を出すなどの特別ルールの下、この回が番組初出演だった森口博子がフランス・コニャックのレストランの牛の目玉のフライ一皿の値段」という問題で、正解の280フラン（約5,600円）に対し100万フラン（約2千万円）と解答したため、正解発表前の時点でデビル1本、正解発表後にさらにもう1本デビルが出されている。
- ホールインワン賞
ピタリ正解の場合は「ホールインワン賞」として「ホールインワン賞 世界一周旅行」の字幕スーパーが表示され、大きな「ゴールデントロフィー」が授与される。また、正解発表時の演出が異なり、正解発表のジングルとドラムロールの段階でスタジオの映像・観客の歓声に切り替わり、正解者にピンスポットがあたる。巨泉が解答者席へ向かい祝福する。

ホールインワン賞・ニアピン賞のトロフィー贈呈、および没収とデビル人形の置き飾りおよび返却は、コンパニオンが担当する。最終問題は、正解発表後に出演者が舞台中央に集まる演出があるため、巨泉や解答者自らがトロフィーを没収することもある。また、同じく最終問題でロストボールを出した石坂が、自らトロフィーをロストボール専用の棚に置きに行ったことがあった。
最終回に近づくにつれ、ニアピンを賭け出すという「プッシュ（方式）」も行われ、たけしがこの方式を頻繁に使っていた。
普通のクイズ番組と違いトップ賞は決めず、得点は次回出演時に持ち越される。また、近似値クイズの形式はフジテレビ『ズバリ!当てましょう』と似ている（正解のズバリ賞は正解の金額を当てた場合に家電製品一式のセット、近い解答を出した人にはポイントを与え、最多得点者に家電製品から1品を選んで贈呈した）。

### 賞品
ピタリ正解のホールインワン賞と、ニアピン賞10本獲得者は、賞品として世界一周旅行を獲得。
ニアピン賞は3本獲得で香港ツアー、5本獲得でハワイツアー、7本獲得で北米ツアーまたはヨーロッパツアーの海外旅行と引き換えられる。番組後期は10本獲得での世界一周旅行がほとんどだったが、レギュラー解答者以外でニアピン10本獲得により世界一周旅行を獲得したのは神津カンナと、ゲスト最多出場の稲川淳二の2名のみである。
世界一周旅行は、成田空港を出発してから自由な経路が選べ、再び成田に帰ってくるまで有効。ただし、獲得してから1年間という有効期限があり、それまでに旅立たないと権利を失った。
ホールインワン賞獲得第1号は当時レギュラーだった沢田亜矢子（1983年5月5日放送。フランスの小型飛行機の価格42,000フラン。サブタイトルは「ついに出た!ホールインワン第一号!」）。

### 視聴者プレゼント
通常問題とは別に視聴者プレゼントクイズが1問あった。2問目ないし3問目終了後必ずサイレンが鳴って「今週のプレゼントクイズ」と字幕スーパーが回転しながら表示され、いったんCMを挟んでからこのコーナーに入る。このときはフリップを使わず、巨泉が解答者に1人ずつ問いかける形で答えを聞き出し、巨泉から正解に近い解答者の答えを応募の目安にしていたが、時にはホールインワン賞に相当する答えを出したこともしばしばあった。稀にホールインワン相当の答えを出した解答者が出る場合もある。
視聴者プレゼントにも解答者の解答状況が影響する。番組グッズとして、10桁を計算できる電卓や世界時計（番組タイトルとMBSのロゴ入り）、あるいはプレゼントクイズのお題になった商品そのもの、ないしは番組スタッフが現地から持ち帰った土産品がプレゼントされる。ホールインワンが発生した場合、またはニアピン・ロストボール（ロストボール棚のデビルも含む）が10個となった場合には、プレゼントクイズ正解者から1組2名のカップルにハワイ旅行（末期は、プレゼントクイズの出題地の海外旅行）が贈呈される。また、デビル人形が10個たまった場合、ためてしまった解答者が自費で視聴者に世界一周旅行をプレゼントするルールもあった。
なお、世界時計のプレゼントがあった場合は、巨泉が「ご好評いただいております（または単に"ご好評の"）、世界時計を…」と言っていた。
プレゼントクイズの宛先は、大阪の毎日放送本社ではなく、東京芝郵便局私書箱宛。
正解発表はその問題を出した2週間後に発表されるのが慣例。最終回のプレゼントクイズについては、後番組『世界まるごと2001年』の第2回目に正解と当選者発表があった。この慣例は『2001年』でも同様に続いた。これは遅れネット局の南海放送（愛媛県）などでもプレゼントに応募できるように配慮したためで、そのため画面上でも、放送日は記さず「ー先々週のプレゼントクイズー」とのみ表記、ナレーションも同様に「先々週のプレゼントクイズの正解です」とされていた。

## HOWマッチスペシャル 大橋巨泉のクイズまるごと20世紀～その時カメラは回っていた～
1987年から数回期首・期末改編（年末年始を含む）の特別番組（タイトルも「春/秋/新春のHOWマッチスペシャル」と冠がつけられていた）として放送されていたもので、通常の『HOWマッチ』同様巨泉が司会を、西村がアシスタントを、レギュラー解答者の石坂とたけしの二人が各チームのキャプテンを務めていた。
番組は、それぞれ5人ずつのチーム対抗戦形式で進行。番組タイトルロゴは20世紀フォックスのロゴを模したもので、「FOX」のロゴを「KYO」に置き換えたものだった。テーマ音楽はベニー・グッドマンのレッツダンスが用いられた。
なお、1987年1月に放送の第1回では、たけしがフライデー襲撃事件のために謹慎中であったため、東西出身地別での対抗戦形式を取っていた。
同特番は20世紀の映像を特集し、コーナーごとにテーマを定めてクイズを出題する。巨泉は問題によって各解答者一人ずつや挙手しての先着順、チーム内で相談して解答フリップへ記載するなど、解答するルールをそれぞれ決めていた。
最終結果は合計得点でチーム賞と個人賞を決定。
- 主なコーナー
  - オープニングクイズ - 各解答者紹介（名前・生年・出身地）の後、昔の映像を見せ、映っている人物は一体誰かを当てる問題。
  - 戦争 - 戦争にまつわる映像から、人物や場所、何をしているかを当てる問題。
  - スポーツ - スポーツに関する映像から、人物や場所、何をしているかを当てる問題。野球、ゴルフ、ボクシングなどが中心。
  - 映画 - 映画の題材となった映像や、カメラテスト映像などから、人物や作品名を当てる問題。
  - 事件、出来事 - 過去の記録映像から、人物や場所、何をしているかを当てる問題。
  - 珍発明 - 一見、用途不明な発明品を映像で見せ、何かを当てる問題。
  - 珍飛行機 - 番組の終盤で各解答者に対して、昔の映像から人物が乗る飛行機を見せ、それが飛べるか否かを「◯・×」方式で当てる問題。巨泉はどんな状態であれ、人間が5秒以上宙に浮いていれば「◯」、5秒未満なら「×」とみなしていた。
  - 特別クイズ（または逆転クイズ） - 主に最終問題で登場。劣勢のチームのみが正解した場合に逆転できるように巨泉が得点を調整していた。

チーム賞には「20th CENTURY KYO」という番組タイトルがデザインされた大優勝旗が贈られる。また、この番組ではチャリティーが付いていて、優勝チームが獲得した得点×1000円を毎日新聞社社会事業団に優勝チームの名義で寄付する（実際に寄付をするのはMBS側であり、ここではあくまでも優勝チームの名義を借りているだけである）。なおチーム戦での最高得点は、たけしチームが1989年春の第5回で獲得した505点であり、この時は毎日新聞社社会事業団に50万5000円が寄付された。そして最も得点を獲得した解答者には「MVP・最優秀殊勲選手賞」として、通常の『HOWマッチ』でホールインワン賞を達成した時に贈られる世界一周旅行や出題された都市（MVP者が選択）への往復航空券等が贈られる。さらに獲得得点第2位の解答者には「敢闘賞」として、テレビやビデオカメラ等が贈呈される。
個人成績の発表は基本的にMVP・敢闘賞を受賞した解答者のみである。
| 放送回数 | 放送日    | 東軍チーム                               | 西軍チーム                                 |
| -------- | --------- | ---------------------------------------- | ------------------------------------------ |
| 第1回    | 1987年1月 | 石坂浩二、中井貴恵、田中康夫、田中小実昌 | 土井たか子、中尾ミエ、島田紳助、横山やすし |

| 放送回数 | 放送日         | 石坂チーム                                         | たけしチーム                                             |
| -------- | -------------- | -------------------------------------------------- | -------------------------------------------------------- |
| 第2回    | 1987年10月1日  | 石坂浩二、武田鉄矢、里中満智子、山田邦子、大島渚   | ビートたけし、山城新伍、森光子、中井貴恵、田中康夫       |
| 第3回    | 1988年3月31日  | 石坂浩二、井上順、中村玉緒、兵藤ゆき、大島渚       | ビートたけし、山城新伍、森光子、岸本加世子、景山民夫     |
| 第4回    | 1988年10月6日  | 石坂浩二、横山やすし、檀ふみ、山田邦子、前田武彦   | ビートたけし、山城新伍、森光子、浅野ゆう子、景山民夫     |
| 第5回    | 1989年3月30日  | 石坂浩二、和田アキ子、大島渚、里中満智子、稲川淳二 | ビートたけし、森光子、山城新伍、高橋洋子、景山民夫       |
| 第6回    | 1989年10月12日 | 石坂浩二、武田鉄矢、野際陽子、浅野ゆう子、大島渚   | ビートたけし、山城新伍、うつみ宮土理、飯干景子、景山民夫 |

- 太字は優勝チーム

## 本放送終了後の関連事項

### 後継番組
後継番組として、前述の『クイズまるごと20世紀』をレギュラー化した『世界まるごと2001年』が1990年4月12日から1991年3月28日まで1年間放送された。
司会は山口美江で、巨泉はスーパーバイザーとして番組に携わる。また、顧問（御意見番的と言う意味を込めて“今週の彦左衛門”と紹介されていた）として数回出演したほか、石坂とたけしは引き続きレギュラー出演した。

### 特別企画
- 番組終了から半年後の1990年10月、『帰って来た・世界まるごとHOWマッチ』を放送。この際、石坂が「旧東ドイツの新型トラバント」の値段を当てる問題で12,000ドイツマルク（当時108万円）と解答し、ホールインワン賞を獲得した。
- 1990年放送の『ギミア・ぶれいく』では、1度だけの特別企画として日本国内取材の出題VTR構成で日本円で答える「日本まるごとHOWマッチ」として制作された。司会は巨泉、解答者はすべて外国人だった（話のやり取りもすべて英語だった）。出題VTRのナレーションは英語版は小林克也が、日本語版は小倉智昭がそれぞれ務めた。
- 1994年放送の『テレビの王様』では「テレビまるごとHOWマッチ」として本家のパロディ版ではあるが1度限り（当初は数回行うことになっていたが、1回だけに終わった）の復活となった。ナレーションは当時と同じく小倉が担当。司会役は松村邦洋、アシスタント役は三宅裕司だった。
- 2009年3月まで同じ時間帯で放送されていた『うたばん』（TBS制作）にてパロディが行われたことがある。司会は、ものまねタレントのコージー冨田が巨泉に扮して登場。アシスタントはTBSアナウンサーの山内あゆが担当した。
- 2010年3月からTBSと一部系列局で放送されている『有吉AKB共和国』では本家のパロディ版である「世界まるごとHOWロング」と題したコーナーが存在し、その長さの数を答えるというものがある。BGMは完全にオリジナルだが、タイトルロゴは本家と同じである。
- 2015年3月22日[注 11]の22:00 - 22:54[注 12]に毎日放送制作・TBS系全国ネットにより当番組の復活版の位置づけで『日本まるごとHOWマッチ』（にほん - ）を放送[注 13]。司会とナレーターは小倉、アシスタントは八木亜希子が務め、天野篤、室井佑月、久本雅美、ウエンツ瑛士、劇団ひとり、船越英一郎が解答者として出演する。番組タイトルロゴは「世界」の部分を「日本」に差し替えた物（ロゴのバックに日本地図）を使用し、オープニングテーマやクイズのルールの一部などのフォーマットは「世界 - 」と同じ物を踏襲した[10]。また、最初の問題のみ解答の通貨単位がポンドだったため、解答者はフリップの隅に日本円に換算した金額を表記した。ホールインワン賞はH.I.S.の「イタリア大型客船で行く日本一周クルーズの旅」が用意され（獲得者無し）、ニアピン賞を多く獲得した解答者には問題で登場した金箔張りの炊飯器が贈られた[注 14]。

### 他系列局でのパロディ
「世界まねごとHOWマッチ」：『極楽テレビ』（1985年10月、朝日放送制作・テレビ朝日系）本番組の裏番組のバラエティ番組で放送されていたパロディコーナー。見かけだけ真似をしたハリボテセットで国内ロケを海外と言い張り、物の値段を当てるコーナー。通貨単位が現実にないもので、スイスの通貨単位が「1アルプスの少女ハイジ」、アラブの通貨単位が「1オイルショック」など、真似ながらもパロディに徹していた。
2012年9月29日放送のテレビ大阪（テレビ東京系列）『たかじんNOマネー〜人生は金時なり〜』で「世界悪（ワル）ごとHOWマッチ」と題した企画があり、パネリスト出演者全員が解答者としてクイズに臨んだ。BGMは完全にオリジナルだが、タイトルロゴは本家とほぼ同じである。パロディ企画ではあるものの、クイズの進行部分はほぼ本家に近い形で再現されている。ホールインワン賞では賞金10万円、ニアピン賞では番組特製のQUOカードがプレゼントされた。

## スタッフ
- 構成：D・N・P、奥山侊伸、原すすむ、野田英夫、高橋秀樹、松谷光絵、佐藤仁　ほか
- 声の出演：及川ヒロオ、松村彦次郎、久保晶、宇南山宏、野村信次、喜多道枝、内山森彦、多田幸男、堀勝之祐、加藤治、加藤正之、鈴木みえ、西村淳二、細井重之、西尾徳、春江ふかみ、此島愛子、青木和代、安西正弘、藤本譲、加賀谷純一、中西有理子、亀山助清、山田礼子、石田純子、須永慶、長谷有洋、庄司永建、横田砂選、大久保正信、池田武志、北村弘一、千葉繁、中村武己、塚本信夫、井上和彦、島津冴子、緒方賢一、小野健一、伊藤正博、前沢迪雄、津田英三、前田昌明、谷津勲、上田敏也、伊藤惣一、島田果枝　ほか
- 音楽：前田憲男
- アシスタントガール：レイチェル・ヒュゲット、戸沢ひとみ、武田美奈、高見リエ　ほか
- 技術：水越行夫
- カメラ：池田治道 → 足立篤己
- 音声：国沢藤一、菅原正巳、高橋昇
- 照明：田淵博、加藤久雄、目時威邦、原田正
- 音響効果：寺田卓夫
- 美術制作：稲木大 → 丸山覚（アックス）
- 美術デザイン：金子俊彦（アックス）
- メイクヘアー：ユミビュアクス
- タイムキーパー：林満利子、伊藤裕子
- 制作補：後藤良隆
- プロデューサー：相澤英也 → 信濃正兄 → 山田尚（MBS）、久松定隆（電通）、道祖尾典章 → 富永正人 → 奥村正（イースト[注 1]）
- 制作担当：丸谷嘉彦（MBS）
- 演出補：武部真子、立川英弘
- 演出：林叡作、竹野篤／三浦真司
- 取材ディレクター：兵動豊、中山緑郎、波多野健、山本芳宣、宗片浩寿、武部真子、小林俊博、井澤達也、田中峰雄、木村仁、川瀬敏郎、立川英弘、安藤正俊、黒河博之　ほか
  - イーストNY支局：永山謙二
  - イーストLA支局：壁谷政彦、西滝順二、井澤達也、越真一、山本芳宣、小林俊博、洪龍吉、田邊勝弘、デビッド・ウッダード
  - イーストParis支局：西森信三、川瀬敏郎、柴田久仁夫
- 企画協力：大橋巨泉事務所（現・オーケープロダクション）
- 制作協力：東通、クロースタジオ、CORE、ソーワビデオ、クロステレビ、Y.C.B.、インテック
- 製作：イースト、毎日放送

## ネット局
※系列は放送当時のもの。
| 放送対象地域   | 放送局         | 系列           | ネット形態                         | 備考                                            |
| -------------- | -------------- | -------------- | ---------------------------------- | ----------------------------------------------- |
| 近畿広域圏     | 毎日放送       | TBS系列        | 制作局                             |                                                 |
| 関東広域圏     | 東京放送       | TBS系列        | 同時ネット                         | 現：TBSテレビ                                   |
| 北海道         | 北海道放送     | TBS系列        | 同時ネット                         |                                                 |
| 青森県         | 青森テレビ     | TBS系列        | 同時ネット                         |                                                 |
| 岩手県         | 岩手放送       | TBS系列        | 同時ネット                         | 現：IBC岩手放送                                 |
| 宮城県         | 東北放送       | TBS系列        | 同時ネット                         |                                                 |
| 秋田県         | 秋田放送       | 日本テレビ系列 | 遅れネット                         |                                                 |
| 山形県         | 山形テレビ     | フジテレビ系列 | 遅れネット →同時ネット →遅れネット | 1989年9月まで                                   |
| 山形県         | テレビユー山形 | TBS系列        | 同時ネット                         | 1989年10月開局から                              |
| 福島県         | テレビユー福島 | TBS系列        | 同時ネット                         | 開局後の1983年12月8日から                       |
| 山梨県         | テレビ山梨     | TBS系列        | 同時ネット                         |                                                 |
| 新潟県         | 新潟放送       | TBS系列        | 同時ネット                         |                                                 |
| 長野県         | 信越放送       | TBS系列        | 同時ネット                         |                                                 |
| 静岡県         | 静岡放送       | TBS系列        | 同時ネット                         |                                                 |
| 富山県         | 北日本放送     | 日本テレビ系列 | 遅れネット                         | 1984年4月1日から、1990年3月25日打ち切り         |
| 石川県         | 北陸放送       | TBS系列        | 同時ネット                         |                                                 |
| 福井県         | 福井テレビ     | フジテレビ系列 | 遅れネット                         | 1984年4月4日から                                |
| 中京広域圏     | 中部日本放送   | TBS系列        | 同時ネット                         | 現：CBCテレビ                                   |
| 鳥取県・島根県 | 山陰放送       | TBS系列        | 同時ネット                         |                                                 |
| 岡山県・香川県 | 山陽放送       | TBS系列        | 同時ネット                         | 現：RSK山陽放送                                 |
| 広島県         | 中国放送       | TBS系列        | 同時ネット                         |                                                 |
| 山口県         | テレビ山口     | TBS系列        | 同時ネット                         | 1987年9月まではフジテレビ系列とのクロスネット局 |
| 愛媛県         | 南海放送       | 日本テレビ系列 | 遅れネット                         | [ 注 20 ]                                       |
| 高知県         | テレビ高知     | TBS系列        | 同時ネット                         |                                                 |
| 福岡県         | RKB毎日放送    | TBS系列        | 同時ネット                         |                                                 |
| 長崎県         | 長崎放送       | TBS系列        | 同時ネット                         |                                                 |
| 熊本県         | 熊本放送       | TBS系列        | 同時ネット                         |                                                 |
| 大分県         | 大分放送       | TBS系列        | 同時ネット                         |                                                 |
| 宮崎県         | 宮崎放送       | TBS系列        | 同時ネット                         |                                                 |
| 鹿児島県       | 南日本放送     | TBS系列        | 同時ネット                         |                                                 |
| 沖縄県         | 琉球放送       | TBS系列        | 同時ネット →遅れネット →同時ネット |                                                 |

### ネット局に関する備考
琉球放送は、木曜22時枠時代は同時ネットで放送していた。1984年10月から1986年9月までは『木曜スペシャル』（日本テレビ）の同時ネットを放送していた関係で土曜日17時から遅れネットで放送していたが（1984年10月からTBS系列24局における直前番組となった『クイズ天国と地獄』と1986年4月からTBS系列24局における直前番組となった『ザ・チャンス!』は琉球放送では途中打ち切り）、『木曜スペシャル』のネット打ち切りに伴い1986年10月から同時ネットに復帰している。遅れネット期間中もスポンサーは差し替えずにそのままネットしていた。
福島県では、『木曜座』までは同時ネットしていた福島テレビが本番組開始と同時にTBS系列とフジテレビ系列とのクロスネット局からフジテレビ系列へのネットチェンジ（JNN脱退・FNN加盟）したのに伴い、木曜22時が『欽ちゃんの週刊欽曜日』の遅れネット（金曜21時台が『時代劇スペシャル』の同時ネットに変更）に変更されたため未ネットとなっていたが、1983年12月のテレビユー福島開局に伴い放送を開始した。
山形テレビ（当時はフジテレビ系列、現在はテレビ朝日系列）は、『木曜座』から木曜22時台の番組をネットしており、本番組も当初は日曜日14時からの遅れネットで開始していたが、木曜22時枠時代末期は同時ネットで放送された。1984年10月からテレビユー山形への放映権移行までは放送時間を変更することなく木曜日22時台における遅れネットが継続され（1984年4月以降は同時ネットで放送していた『木曜おもしろバラエティ』～『とんねるずのみなさんのおかげです』の直後に放送）、同時ネットだった時代には系列外局で唯一スポンサードネットで放送していた。また、本番組の放映権がテレビユー山形へ移行後は『木曜劇場』のネットを開始したものの、在京キー局とは異なり7日（1週間）遅れで、かつローカルスポンサーに差し替えての放送だった（1993年3月まで）。
土曜17時から放送していた秋田放送・日曜10時から放送していた北日本放送・土曜22時から放送していた南海放送（日本テレビ系列）の3局は、ローカルスポンサーに差し替えて放送していた。また、秋田放送ではオープニングの提供クレジット及びエンディングは差し替えられ、次週の解答者（予告）も放送されなかった一方で、北日本放送では提供クレジットのみ地元スポンサーと差し替えていた（エンディング部分はそのまま）。放送時間や遅れ日数は各局とも異なっており、秋田放送・北日本放送ではローカル枠で（秋田放送は土曜日17時から、北日本放送は日曜日10時から放送）、南海放送は当時の日本テレビ系列局において他系列番組と差し替えが可能であった土曜22時枠で放送していた。3局とも、『24時間テレビ 「愛は地球を救う」』放送日には放送時間の変更があった。なお、秋田放送における土曜17時台および、1992年9月までの南海放送における土曜22時台は、本番組から『ダウトをさがせ!』までの木曜20時台の毎日放送制作番組を放送していた。
福井テレビ（フジテレビ系列）は、『木曜座』から木曜22時台の番組をネットしていたが、本番組を水曜22時→月曜22時に放送していたため、本来の系列番組であった『三枝の愛ラブ!爆笑クリニック』と『影の軍団 幕末編』以降のドラマ番組は遅れネットで放送していた。また、同局も日本テレビ系列の3局と同じく、ローカルスポンサーに差し替えての放送であった。1985年4月以降の福井テレビにおける月曜22時台は、本番組から『明石家多国籍軍』までは、木曜20時台の毎日放送制作番組を放送していた。

## 関連書籍
- 「保存版世界まるごとHOWマッチ 7年間の思い出を込めて」イースト海外取材班編（ワニの本・KKベストセラーズ）